# 토니 셰리던
토니 셰리던(Tony Sheridan, 본명은 앤소니 에즈먼드 셰리던 맥기니티(Anthony Esmond Sheridan McGinnity), 1940년 5월 21일 ~ 2013년 2월 16일)은 영국의 싱어송라이터, 기타 연주자, 바이올린 연주자, 밴드 리더이다.

## 일생

### 생애
1956년 솔로 로큰롤 가수 첫 데뷔하였으며 한때 록 음악 밴드 비틀즈(Beatles)의 음반에도 객원 보컬리스트로 참여한 바 있다.
그는 1960년대 초 독일에서 존 레넌과 폴 매카트니, 조지 해리슨, 그리고 비틀스 초창기 드럼연주자 피트 베스트 등 4명을 만나 초기 음반 녹음 작업을 함께 하며 음악적 스승 역할을 하기도 했다.
이후 2006년에는 독일·영국 합작 영화 《The last king of Scotland》로 영화 소품감독 데뷔하였다.

### 사망
2013년 2월 16일 독일 함부르크 주 함부르크에서 향년 74세로 타계하였다. 이 당시 셰리던의 유족은 페이스북에 올린 성명에서 "우리의 사랑하는 아버지와 친구인 당신의 사랑과 영감에 감사드린다"면서 그의 부음을 알렸다.